# Schistura chapaensis
Schistura chapaensis es una especie de peces de la familia Balitoridae del orden de los Cypriniformes.

## Distribución geográfica
Se encuentra al norte del Vietnam.

## Hábitat
Es un pez de agua dulce.